# Myrmeleon coalitus
Myrmeleon coalitus är en insektsart som beskrevs av C.-k. Yang 1999. Myrmeleon coalitus ingår i släktet Myrmeleon och familjen myrlejonsländor. Inga underarter finns listade i Catalogue of Life.